# Friedrich Wilhelm von Suter
Friedrich Wilhelm von Suter (né le 5 août 1733 et mort le 5 mai 1815 à Kalgen (de), arrondissement de Fischhausen) est un lieutenant général prussien, chef du 5e régiment de hussards et seigneur de Kalgen.

## Biographie

### Origine
Ses parents sont Bogislaw Ernst Wilhelm von Suter (* janvier 1698 ; † 28 août 1740) et son épouse Maria von Wahlen. Son père est capitaine royal prussien et chef d'escadron dans le 7e régiment de dragons (de). Il a cinq frères dans l'armée. L'un est tué à Zorndorf et un autre à Kunersdorf. Un troisième meurt en 1766 en tant que major du 5e régiment de garnison.

### Carrière militaire
Le 8 juin 1751, il devient junker dans le 7e régiment de dragons (de), puis sous-officier en 1756. Le 30 mars 1756, il reçoit son anoblissement prussien. Au début de la guerre de Sept Ans, le 22 novembre 1756, il devient cornette dans le 5e régiment de hussards. Il participe aux batailles de Gross-Jägersdorf, Kunersdorf, Zorndorf et Torgau. Il est blessé à Zorndorf et lors de la bataille de Görlitz. Lorsque la forteresse de Schweidnitz se rend en 1760, Suter est également fait prisonnier, mais est échangé en 1761. Le 13 décembre 1760, il est même promu au rang de second lieutenant. Le 21 janvier 1762, il devient premier-Lieutenant et le 28 mars 1762, capitaine d'état-major.
Après la guerre, il devient Rittmeister et chef d'escadron le 28 juin 1768. Le 20 janvier 1776, il devient major et participe en tant que tel à la guerre de Succession de Bavière. Le 20 mai 1789, il est promu lieutenant-colonel et le 20 mai 1789, colonel avec brevet du 24 mai 1789. Le 1er juin 1789, il reçoit le commandement du IIe bataillon. Lors de la revue à Heiligenbeil le 8 juin 1789, il reçoit le Pour le Mérite. Le 31 mai 1792, il devient commandant du 5e régiment de hussards. Il est nommé major général le 2 janvier 1794 et le 1er janvier 1795, il est élevé au rang de chef du 5e régiment de hussards. Le 20 mai 1800, il est également promu lieutenant-général. Le 20 décembre 1804, il reçoit sa démission et une pension de 1200 thalers. Il meurt le 6 mai 1815 à Kalgen et est enterré à Haffstrom (de). Les officiers de son régiment érigent un monument à la mémoire du général dans l'église d'Haffstrom en 1842.

## Famille
Il se marie le 13 septembre 1768 à Königsberg avec Johanne Charlotte von Proeck (de) (née le 19 juin 1746 et morte le 7 juin 1824). Le couple a trois enfants dont deux sont morts en bas âge, le mariage est divorcé plus tard. Leur fille Henriette Philippine Charlotte (née le 18 novembre 1775 et morte le 21 février 1851) se marie avec le major général Hans Karl Friedrich Franz von Below (de) .